# Зенгбуш, Эдуард Фердинанд
Эдуард Фердинанд фон Зенгбуш (нем. Eduard Ferdinand von Sengbusch; 1807, Дерпт — 1867, Ревель) — российский медик из балтийских немцев.

## Биография
Представитель дворянского рода Зенгбуш из Мекленбурга, обосновавшегося в Лифляндии с 1725 года. Родился 14 (26) апреля 1807 года; сын дерптского городского ревизора Конрада Мартина Зенгбуша (1772—1860).
Среднее образование получил в частном учебном заведении в Ревеле, высшее — на медицинском факультете Дерптского университета (в 1825—1830), где получил степень доктора медицины, защитив диссертацию «О различных методах лечения водянки оболочек яичка» (лат. De variis hydrocelen tunicae vaginalis sanandi methodis). Продолжил обучение за границей).
С 1832 года служил врачом в военном флоте, с 1836 года — врач-ординатор в воспитательном доме в Санкт-Петербурге.
Опубликовал (с 1844 г.) ряд научных статей в «Русской медицинской газете», из них наибольшее значение имела статья «О рыбьем яде» (нем. Über das Fischgift), в котором были обобщены все официальные данные об отравлениях рыбой в России за предыдущие 25 лет — и на этом материале впервые в России проведено детальное исследование ботулизма. Кроме того, Зенгбуш подготовил к изданию исследование умершего Карла Нормана «Кавказские минеральные воды» (1848). Собрал ценный гербарий растений Эстляндии.
В 1851 году по состоянию здоровья вышел в отставку и поселился в Ревеле, где вёл частную медицинскую практику. Имел чин статского советника. Умер 19 ноября (1 декабря) 1867 года.